# Ports de Normandie
Créé le 7 janvier 2019, le syndicat mixte Ports de Normandie regroupe les ports de Caen-Ouistreham, Cherbourg et Dieppe situés au centre de la façade maritime Manche. Propriétaire mais non exploitant des structures, le groupement a pour mission de gérer et de développer les trois entités portuaires sur le plan national.

## Statut
Ports de Normandie est un syndicat mixte régional dont le siège se situe à Saint-Contest près de Caen dans le Calvados. Il est issu du regroupement en 2019 de Ports Normands Associés (Ports de Cherbourg et de Caen-Ouistreham) et du syndicat mixte du Port de Dieppe,
Son comité syndical regroupe la Région Normandie, les départements du Calvados, de la Manche et de la Seine-Maritime ainsi que les agglomérations de Caen la Mer, du Cotentin et de Dieppe Maritime en ce qui concerne le développement de l’économie maritime normande.

## Missions
Autorité portuaire, Ports de Normandie a pour mission de gérer et d’aménager le domaine portuaire, de garantir la sécurité et la sûreté des accès nautiques et de mettre en œuvre une politique de développement durable pour les trois ports normands de Cherbourg, Caen-Ouistreham et Dieppe.

## Gouvernance
Elle est composée d'une instance décisionnelle qui définit les orientations stratégiques des trois ports et d'une instance de concertation qui est chargée de donner son avis sur l'organisation, la gestion et les projets d'investissement. 
Le comité syndical est composé des représentants des sept collectivités territoriales à l'origine de sa création. Il comprend 18 délégués titulaires (9 pour la Région ; 6 pour les Départements ; 3 pour les Agglomérations) et 18 délégués suppléants. Le comité est présidé par le président du Conseil régional de Normandie. 
Le conseil portuaire est composé des représentants des acteurs et usagers des trois structures portuaires. 

## Organisation opérationnelle
La direction du syndicat mixte est assurée par un directeur assisté d'un directeur adjoint et les services sont organisés en six directions chargées respectivement des questions administratives et financières, de l'aménagement et de l'environnement, de la promotion et du développement, de la communication, de la coordination Autorité portuaire/Régie Sûreté Informatique, et des accès et de la maintenance.

## Objectifs
Cinq objectifs principaux ont été définis par l'instance décisionnelle :
- conforter la place de leader du transmanche à l’ouest du détroit
- devenir l’un des acteurs majeurs du développement des énergies marines renouvelables
- générer de l’emploi et de la valeur ajoutée sur notre territoire
- assurer la pertinence, la cohérence et la complémentarité des investissements des collectivités qui siègent au sein de Ports de Normandie
- doter la Normandie d’une structure portuaire qui compte à l’échelle nationale tout en restant souple et réactive, en prise avec les réalités du terrain[2].

## Installations portuaires

### Port de Caen-Ouistreham

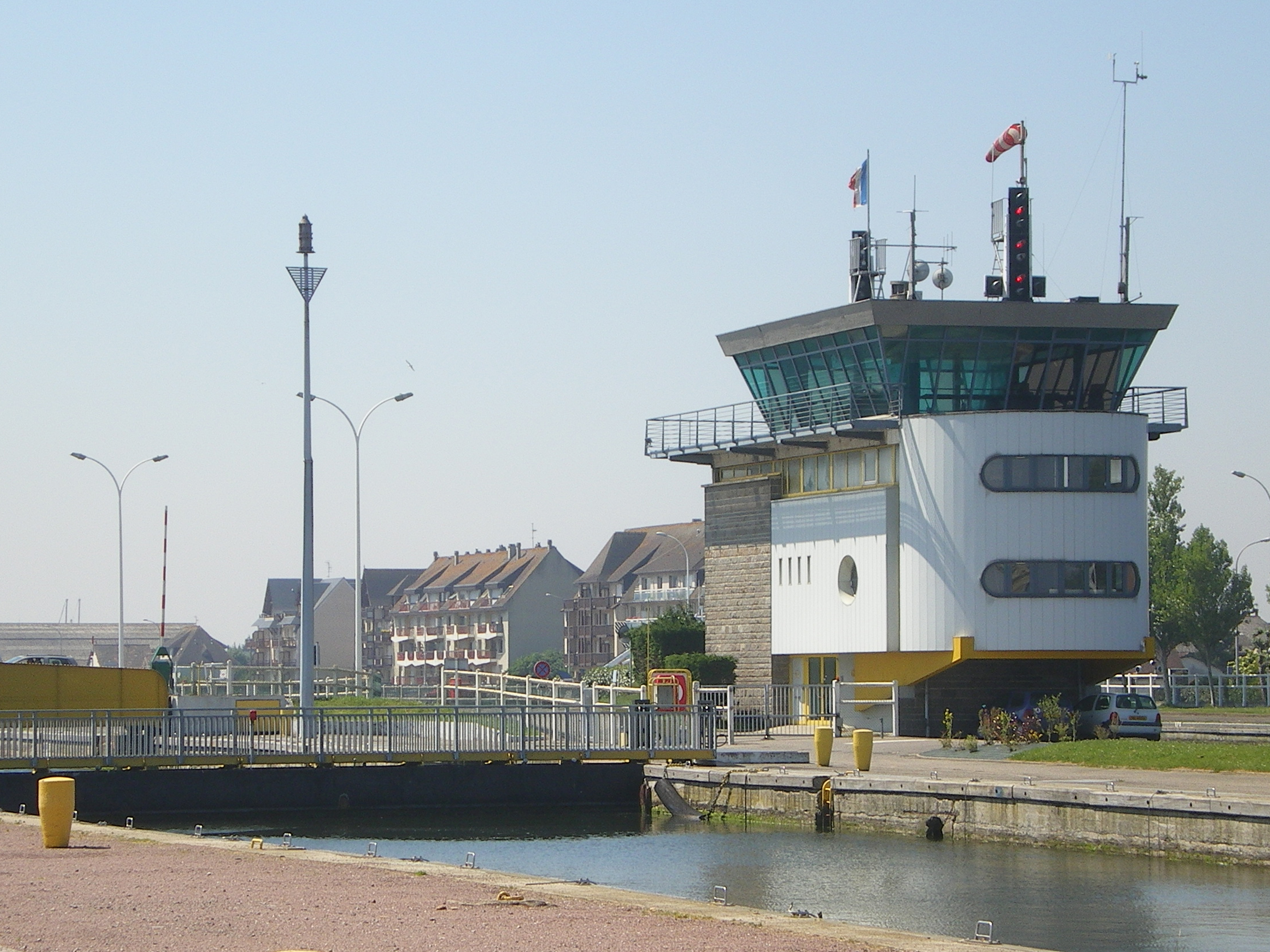
Port de Caen-Ouistreham, capitainerie (2009).

Exploité par la Chambre de commerce et d'industrie Caen Normandie, ce port d'hinterland régional situé sur la côte de Nacre et à l'embouchure de l'Orne comporte quatre terminaux le long du canal reliant Caen à la mer et deux ports de plaisance situés l'un à Caen en cœur de ville et l'autre à Ouistreham. Il abrite une quinzaine d'unités de pêche artisanale, une gare maritime pour la ligne de ferries Ouistreham-Plymouth, première liaison transmanche à l'ouest du détroit et une pépinière d'entreprises nautiques, Norlanda. Depuis 2022, la base de maintenance du champ éolien en mer du Calvados est installée sur le port, à l'embouchure du canal. 

### Port de Cherbourg

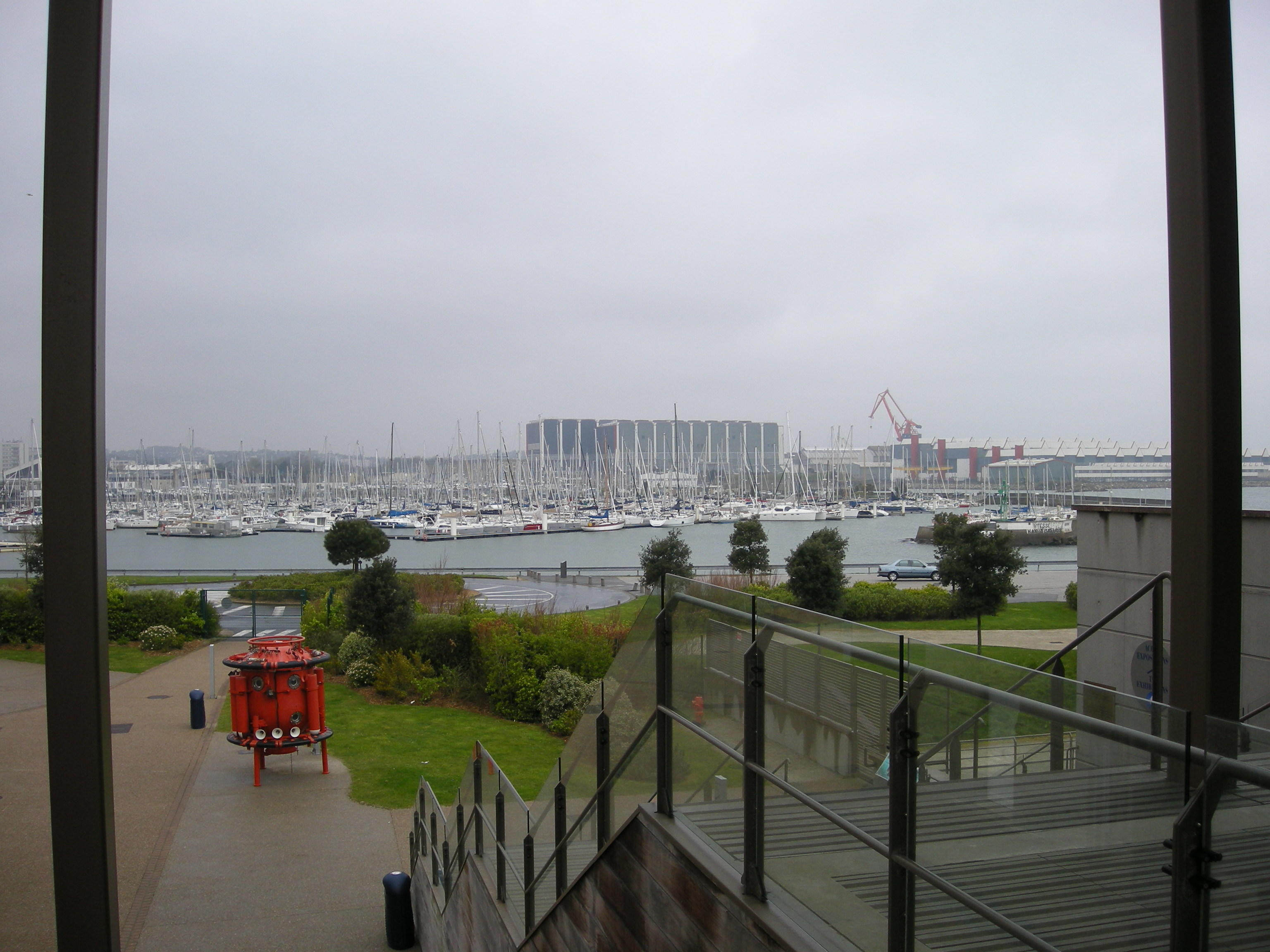
Port de plaisance de Cherbourg, 2008 (depuis la Cité de la Mer).

Situé à l'entrée de la mer de la Manche et à la pointe de la péninsule du Cotentin, à seulement 7 milles nautiques du rail de navigation, Cherbourg constitue l'avant-port de la façade Nord-Ouest de l’Europe. Port transmanche historique, il est le premier port français vers l'Irlande avec cinq rotations par jour. Grâce à son tirant d'eau de 14 mètres et à son plan d'eau exceptionnel, il constitue un hub logistique et industriel avancé en Manche. Il comporte la plus grande rade artificielle de l'Europe, un port de plaisance H 24, un port de pêche de 7 unités hauturières et de 50 unités de pêche côtière, une activité croisière et une offre de réparation navale de haut niveau.

### Port de Dieppe

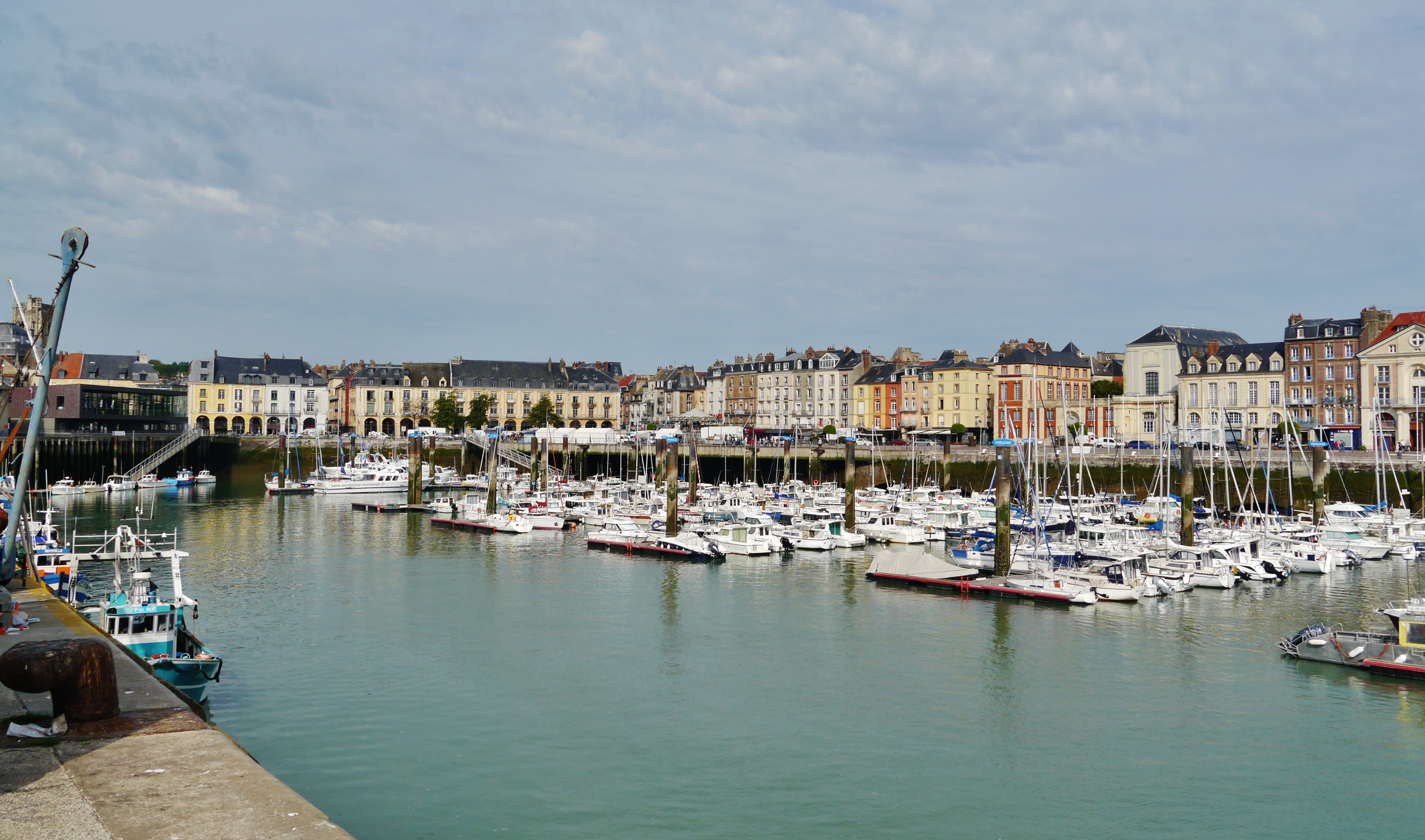
Port de Dieppe, 2019.

Situé sur la côte d'Albâtre à l'embouchure de l'Arques, Dieppe est un port dans la ville qui s'articule autour de ses quatre unités portuaires : le port transmanche, le port de commerce, le port de pêche artisanale et le port de plaisance. La ligne de ferries entre Dieppe et Newhaven (Sussex de l'Est) effectue jusqu'à quatre rotations par jour. Ce port offre 82 000 m2 de terre-pleins à proximité immédiate des quais et 25 000 m2 d'entrepôts, avec de nombreux engins de levage. Sa zone technique de réparation navale est équipée d'un élévateur à bateaux de 360 tonnes. Son port de plaisance comporte 530 anneaux en plein centre-ville et 292 places dans le port à sec.  Le port offre aux professionnels de la pêche une criée et un marché aux poissons situés quai Trudaine. 

## Filières

### commerce
Le commerce conventionnel constitue la base de l'activité des trois ports, qu'il s'agisse de vracs solides, de vracs liquides, de colis lourds ou encombrants ou de marchandises dangereuses de classe 1 (explosifs) et de classe 7 (matières radioactives). 
En tant que base industrielle, Ports de Normandie accueille des filières industrielles dans ses réserves foncières comme
- l'automobile : Volvo Trucks au port de Caen Ouistreham ;
- l'agroalimentaire  : principalement au port de Dieppe mais aussi au port de Caen Ouistreham avec les silos du groupe Agrial  au terminal de Blainville et au port de Cherbourg avec l'agromer (mareyage et seconde transformation) ;
- les énergies marines renouvelables (EMR) : base de maintenance au port de Caen-Ouistreham, usine LM Wind Power, filiale de GE Wind Power (production de pales éoliennes) au port de Cherbourg ;
- la construction navale : usine française Ayro, spécialisée dans la production d'ailes de propulsion de navires de commerce (zone industrielle du port de Caen-Ouistreham)[14] ; chantiers navals des Constructions Mécaniques de Normandie (CMN)[15] et de Grand large yachting (dériveurs intégraux) au port de Cherbourg  et société Manche Industrie Marine qui a sa cale au port de Dieppe ;
- le parapétrolier : société française ITP Interpipe, spécialisée dans la conception, la fourniture et la fabrication de tubes sous-marins et terrestres (port de Caen-Ouistreham, terminal de Ranville)[16] .

### croisière
« Basé au cœur de l’espace Atlantique, Ports de Normandie est à la confluence des marchés de repositionnement Baltique/Méditerranée, du principal marché émissif européen (Britannique) ainsi que des traversées transatlantiques ». Des clubs croisières sont implantés aux ports de Caen-Ouistreham et de Cherbourg. 
Le terminal croisière de Cherbourg accueille en moyenne une cinquantaine de paquebots par an (compagnies britanniques, américaines et norvégiennes). En 2024, il accueille le 23 juillet le Serenade of the Seas, parti en décembre 2023 de Miami pour la plus longue croisière autour du monde : d'une durée de 274 jours, elle permettra la découverte de plus de 150 destinations dans une soixantaine de pays. 
Le port de Caen-Ouistreham, par sa position centrale, permet la découverte de la Normandie et de ses sites emblématiques pour les croisières de luxe et d'expédition.  Deux quais les accueillent en centre-ville de Caen, après une remontée du canal et en fonction des dimensions des paquebots : le Nouveau Bassin pour les navires jusqu'à 160 mètres de long et 28 mètres de large et le quai de Calix pour les navires entre 160 et 176 mètres de long. 

### énergies marines renouvelables (EMR)
Ports de Normandie est le port n°1 en France des EMR. Il est présent sur l’ensemble de la chaîne de valeur (production industrielle, hub d’assemblage, marshalling port, maintenance…) et sur les technologies marines majeures (éolien posé, éolien flottant et hydrolien). Le port de Cherbourg offre un terre-plein de 100 ha dédié aux EMR et un quai d’une portance supérieure à 15t/m², le port de Caen-Ouistreham une base de maintenance pour l'éolien au large des côtes du Calvados et le port de Dieppe une base de maintenance pour l'éolien en mer au large du Tréport. 

### pêche
Les trois ports offrent des quais dédiés à la débarque ainsi que les équipements et services associés (chaîne du froid, fourniture de bacs, logistique, etc.). La flottille de cette activité identitaire de la Normandie débarque plus de 12 000 tonnes de poissons, coquillages et crustacés qui alimentent une filière agromer. Les trois ports représentent un tiers du tonnage de pêche de la Normandie.
Depuis 2018, le port de Dieppe porte le label rouge pour la coquille Saint-Jacques. Ce label distingue les coquilles « entières de taille supérieure à 11 cm, sans impureté et pêchées au
maximum 36 heures avant la vente, ainsi que les noix coraillées et fraîches, décortiquées au plus tard le lendemain de la vente en criée ». 

### plaisance
Avec leurs 3 500 anneaux et leurs pôles de services modernes, les trois ports constituent un bassin de navigation de la baie de Seine aux Iles Anglo-normandes et permettent une entrée pour la découverte des sites touristiques normands. Ils sont animés par des clubs de voile et des clubs nautiques qui accueillent de prestigieuses courses internationales comme la Solitaire du Figaro ou la Rolex Fasnet Race et des compétitions nationales telle la Drheam Cup, Grand Prix de France de course au large ou régionale telle la Normandy Channel Race.

### réparation navale
Les trois ports regroupent les savoir-faire locaux, des professionnels et des PME de rang mondial dans les pôles navals et nautiques que sont 
- Channel Maintenance Cherbourg avec son aire de carénage sécurisée de plus de 9 000 m2, son estacade pour portique d'élévation de 50 tonnes, son ponton d’armement de 45 mètres de long et trois mètres de large et son système de levage Syncrolift ;
- Caen Tech Mer dans le Nouveau Bassin avec ses 70 mètres de pontons, ses 500 mètres de linéaire de quai utilisables et sa profondeur d’eau de sept mètres :
- Dieppe Navals avec son aire de carénage sécurisée de plus de 7 500 m2 et son portique élévateur de 200 tonnes[25].

Ces pôles répondent aux besoins de l'ensemble du domaine de la réparation navale : bateaux de pêche, bateaux du patrimoine, navires à passagers, navires de servitudes, grande plaisance, course au large, etc. 

### transmanche
Le transport transmanche, qu'il s'agisse de fret ou de passagers, constitue l'activité historique des trois ports avec six destinations (Dublin, Rosslare en Irlande, les Iles anglo-normandes et Poole, Portsmouth et Newhaven au Royaume-Uni), cinq compagnies (Brittany Ferries, Irish Ferries, Stena Line, Condor Ferries, DFDS Seaways) et plus de dix départs par jour en haute saison. Les terminaux, qui sont équipés de nombreux services à la personne, ont été adaptés au Brexit. Un terminal de ferroutage fret devrait voir le jour à Cherbourg dans le courant de l'année 2024.